# Ctenophthalmus pilosus
Ctenophthalmus pilosus är en loppart som beskrevs av Smit 1975. Ctenophthalmus pilosus ingår i släktet Ctenophthalmus och familjen mullvadsloppor. Inga underarter finns listade i Catalogue of Life.